# Методы обучения

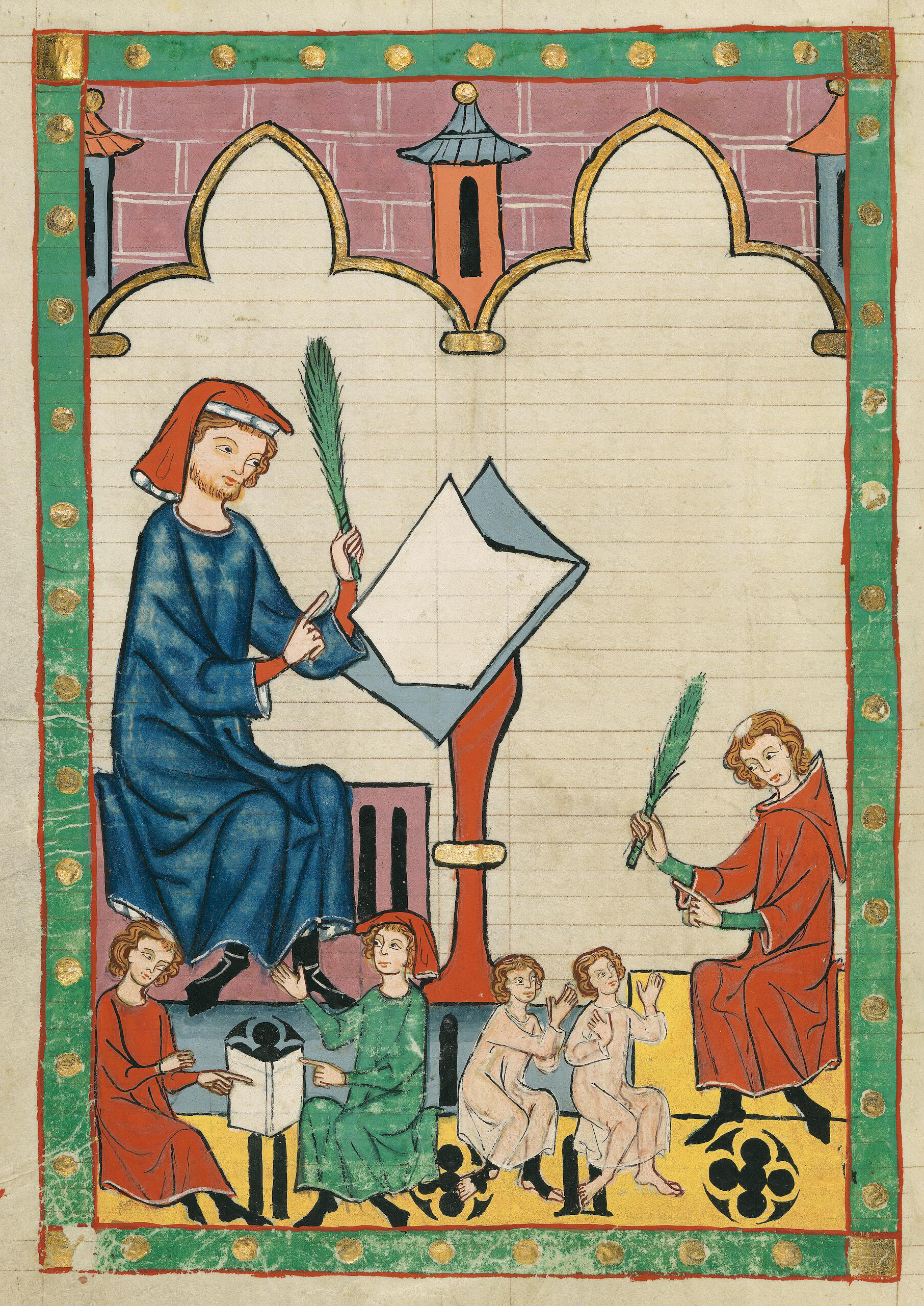
Учитель и ученики (средневековая миниатюра).

Методы обучения (от др.-греч. μέθοδος — путь) — способ взаимодействия между учителем и учениками, в результате которого происходит передача и усвоение знаний, умений и навыков, предусмотренных содержанием обучения чему-либо. 
В других источниках указано что Методы обучения — способы преподавания учителем учебного материала в целях успешного усвоения учащимися основ наук.
Приём обучения (обучающий приём) — кратковременное взаимодействие между преподавателем и учениками, направленное на передачу и усвоение конкретного знания, умения, навыка.
По сложившейся традиции в отечественной педагогике методы обучения подразделяются на три группы:
1. Методы организации и осуществления учебно-познавательной деятельности:
  1. Словесные, наглядные, практические (по источнику изложения учебного материала).
  2. Продуктивные, объяснительно-иллюстративные, поисковые, исследовательские, проблемные и др.(по характеру учебно-познавательной деятельности).
  3. Индуктивные и дедуктивные(по логике изложения и восприятия учебного материала);
2. Методы контроля за эффективностью учебно-познавательной деятельности: устные, письменные проверки и самопроверки результативности овладения знаниями, умениями и навыками;
3. Методы стимулирования учебно-познавательной деятельности: определённые поощрения в формировании мотивации, чувства ответственности, обязательств, интересов в овладении знаниями, умениями и навыками.

В практике обучения существуют и другие подходы к определению методов обучения, которые основаны на степени осознанности восприятия учебного материала: пассивные, активные, интерактивные, эвристические и прочие. Эти определения требуют дальнейшего уточнения, т.к. процесс обучения не может быть пассивным и не всегда является открытием (эврикой) для учащихся.

## Пассивный метод

Пассивный метод обучения.

Пассивный метод (схема 1) — это форма взаимодействия учащихся и учителя, в которой учитель является основным действующим лицом и управляющим ходом урока, а учащиеся выступают в роли пассивных слушателей, подчиненных директивам учителя. Связь учителя с учащимися в пассивных уроках осуществляется посредством опросов, самостоятельных, контрольных работ, тестов и т. д. С точки зрения современных педагогических технологий и эффективности усвоения учащимися учебного материала пассивный метод считается самым неэффективным, но, несмотря на это, он имеет и некоторые плюсы. Это относительно легкая подготовка к уроку со стороны учителя и возможность преподнести сравнительно большее количество учебного материала в ограниченных временных рамках урока. С учетом этих плюсов, многие учителя предпочитают пассивный метод остальным методам. Надо сказать, что в некоторых случаях этот подход успешно работает в руках опытного педагога, особенно если учащиеся имеют четкие цели, направленные на основательное изучение предмета. Лекция - самый распространенный вид пассивного урока. Этот вид урока широко распространен в вузах, где учатся взрослые, вполне сформировавшиеся люди, имеющие четкие цели глубоко изучать предмет.

## Активный метод

Активный метод обучения.

Активный метод (схема 2) — это форма взаимодействия учащихся и учителя, при которой учитель и учащиеся взаимодействуют друг с другом в ходе урока и учащиеся здесь  не пассивные слушатели, а активные участники урока. Если в пассивном уроке основным действующим лицом и менеджером урока был учитель, то здесь учитель и учащиеся находятся на равных правах. Если пассивные методы предполагали авторитарный стиль взаимодействия, то активные больше предполагают демократический стиль. Многие между активными и интерактивными методами ставят знак равенства, однако, несмотря на общность, они имеют различия. Интерактивные методы можно рассматривать как наиболее современную форму активных методов.

## Интерактивный метод

Интерактивный метод обучения.

Интерактивный метод (схема 3). Интерактивный — означает взаимодействовать, находиться в режиме беседы, диалога с кем-либо. Другими словами, в отличие от активных методов, интерактивные ориентированы на более широкое взаимодействие учеников не только с учителем, но и друг с другом и на доминирование активности учащихся в процессе обучения. Место учителя в интерактивных уроках сводится к направлению деятельности учащихся на достижение целей урока. Учитель также разрабатывает план урока (обычно, это интерактивные упражнения и задания, в ходе выполнения которых ученик изучает материал).
Следовательно, основными составляющими интерактивных уроков являются интерактивные упражнения и задания, которые выполняются учащимися. Важное отличие интерактивных упражнений и заданий от обычных в том, что выполняя их учащиеся не только и не столько закрепляют уже изученный материал, сколько изучают новый.